# Luis Albeiro Cortés Rendón
Luis Albeiro Cortés Rendón (* 2. Februar 1952 in Quimbaya, Departamento del Quindío; † 12. Mai 2022 in Pereira, Departamento de Risaralda) war ein kolumbianischer römisch-katholischer Geistlicher und Weihbischof in Pereira.

## Leben
Luis Albeiro Cortés Rendón besuchte das Instituto Bernardo Arias in La Virginia. Von 1972 bis 1974 studierte er Philosophie und von 1975 bis 1978 Katholische Theologie am Priesterseminar in Manizales. Am 8. Dezember 1978 empfing Cortés Rendón durch den Bischof von Pereira, Darío Castrillón Hoyos, das Sakrament der Priesterweihe.
Cortés Rendón war zunächst als Pfarrvikar in Belalcázar (1979–1980), in Santuario (1981–1982) und in der Pfarrei San Lorenzo in Supía (1982–1983) tätig, bevor er 1984 Pfarrer der Pfarrei San Pablo in Taparcal sowie Delegat für die Laiendienste und Verantwortlicher für die Ausbildung der Ständigen Diakone im Bistum Pereira wurde. 1989 absolvierte Luis Albeiro Cortés Rendón eine Weiterbildung im Fach Pastoraltheologie am Institut Gaudium et Spes in Brügge und an der Katholischen Universität Lyon. Nach der Rückkehr in seine Heimat wurde er Pfarrer der Pfarrei Nuestra Señora del Carmen in Anserma und Dechant des Westteils des Bistums Pereira. 1995 wirkte Cortés Rendón für einige Monate als Pfarrer der Pfarrei Santa Rosa de Lima in Belén de Umbría, bevor er 1996 Bischofsvikar für die Pastoral im Bistum Pereira wurde. Ab 2001 war Luis Albeiro Cortés Regens des Priesterseminars María Inmaculada in Pereira. Daneben gehörte er ab 1996 dem Priesterrat und dem Konsultorenkollegium des Bistums Pereira an.
Papst Johannes Paul II. ernannte ihn am 14. Mai 2003 zum ersten Bischof des mit gleichem Datum errichteten Bistums Vélez. Die Bischofsweihe spendete ihm der Apostolische Nuntius in Kolumbien, Erzbischof Beniamino Stella, am 27. Juni desselben Jahres in der Kathedrale Nuestra Señora de la Pobreza in Pereira; Mitkonsekratoren waren Tulio Duque Gutiérrez SDS, Bischof von Pereira, und Fabio Suescún Mutis, Militärbischof von Kolumbien. Die Amtseinführung erfolgte am 17. Juli 2003.
Papst Franziskus ernannte ihn am 30. November 2015 zum Titularbischof von Fidoloma und zum Weihbischof in Pereira. Als Weihbischof widmete sich Luis Albeiro Cortés Rendón insbesondere der Ausbildung der Ständigen Diakone.